# Ligue Européenne de Coopération Economique
Die Ligue Européenne de Coopération Economique (LECE, engl. ELEC; deutsch: Europäische Liga für wirtschaftliche Zusammenarbeit) in Brüssel ist ein internationaler Verband. Die Liga hat einen beratenden Status beim Europarat, und in der Wirtschaftskommission für Europa der Vereinten Nationen. Sie war 1948 Gründungsmitglied der Europäischen Bewegung.

## Geschichte
Die Vorgeschichte der Gründung geht zum Teil auf die Aktivitäten von Jacques Lacour-Gayet und Daniel Serruys zurück, die unter dem Comité d’Action Economique et Douaniére im Winter 1945/46  europäische wirtschaftliche Konferenzen organisiert hatten. Es wurden internationale Kontakte zu anderen Personen mit wirtschaftlichen Kompetenzen in der Wissenschaft und der Politik aufgebaut. Ein enger Mitarbeiter war Paul van Zeeland.
Am 16. Mai 1946 wurde in Brüssel vom ehemaligen belgischen Ministerpräsident Paul van Zeeland mit ökonomischen Freunden, unter anderem mit Joseph Retinger, die Ligue Indépendante de Coopération de Economique Européenne gegründet.
Van Zeeland baute in London, die 1946 in Brüssel gegründete ökonomische Ligue, unter Mithilfe von Joseph Retinger am 27. März 1947, unter anderem mit Paul-Henri Spaak, Jacques Rueff, Sir Harald Butler und Pieter Kerstens neu auf. Van Zeeland übernahm den Vorsitz und Retinger wurde Generalsekretär. Ihr Auftrag war es, Studien über die ökonomischen Probleme Europas und einer zukünftigen Europäischen Union anzufertigen. Sie erhielt 1948 erst den Namen Ligue Indépendante de Coopération Economique und wurde wenig später in Ligue Européenne de Coopération Economique (LECE) umbenannt. Die LECE nahm am Haager Europa-Kongress teil und war einer der fünf großen europäischen Dachverbände, die am 25. Oktober 1948 Gründungsmitglieder der Europäischen Bewegung in Brüssel wurden.
Die (west-)deutsche Gruppe wählte Hermann Josef Abs zu ihrem ersten Vorsitzenden.

## Organisation und Arbeitsweise
Die internationale Organisation mit ihren nationalen Sektionen, ist ein gewollter kleiner exklusiver Expertenkreis, deren Mitglieder aus Wirtschaftsführern, Ökonomen, Politikern, Industriellen, Geschäftsleuten und liberalen Gewerkschaftern besteht.
Die ökonomische Liga arbeitet in erster Linie mit nationalen Ausschüssen zusammen, die eine weitgehende Autonomie haben. Ebenso verhält es sich bei ihren finanziellen Ressourcen, sowie bei Aktivitäten. Die Mitglieder kommen aus wirtschaftlichen und finanziellen Branchen und es sind Führungskräfte der nationalen und der europäischen Wissenschaft, sowie der Politik dort tätig. Vielfalt und Unabhängigkeit der zusammengeschlossenen Wirtschaftsverbände führt dazu, dass die Liga die richtigen Anregungen bei den europäischen Institutionen stellt. Die Liga kann für das gemeinsame europäische Interesse in wirtschaftlichen Angelegenheiten, exklusive Ausarbeitungen abgeben. Die verschiedenen Bereiche für die Zusammenarbeit sind Landwirtschaft und Gesellschaft, Wirtschaft und Soziales, Infrastruktur und Mittelmeer-Angelegenheiten.